# Miroslava Hajek
Miroslava Hajek (Brno, 26 marzo 1947) è una storica dell'arte ceca con una particolare attenzione all'arte moderna e contemporanea, curatrice di mostre.
Dal 1969 vive a Novara, in Italia.

## Vita
Si è laureata presso la Scuola di Arti Applicate a Brno, negli anni 1965-1969 ha studiato storia dell'arte presso l'Università di Masaryk (ex UJEP) a Brno (prof. V. Richter, A. Kutal, J. Patocka, O. Sus). A Brno faceva parte di un gruppo di artisti che si chiamavano auto-ironicamente “la Boeme di Brno”, Del quale facevano parte per esempio Arnost Goldflam e Pavel Reznicek. Gruppo ha organizzato diversi recital, improvvisato performance e spettacoli teatrali in pubblico ha anche collaborato con un gruppo di Milan Knizak Aktual.
La vita di Miroslav Hájek era segnata dalla l'occupazione della Cecoslovacchia nell'agosto del 1968. Prima della l'auto-immolazione di Jan Palach nel gennaio 1969 insieme a Arnost Goldflam e altri amici, in parte sotto l'influenza di una situazione senza speranza, hanno fondato una fittizia associazione Moribondi (società dei malati terminali) e hanno stampato tessere numerate con le foto ed istruzioni: "si prega di non restituire alla vita titolare della tessera." Casualmente, nel mese di giugno 1969 si è suicidato, il suo collega della l'Università , Vladimir Valek e la polizia ha trovato la tessera presso un altro membro dell'associazione. Nel 1969, quando ha ottenuto la borsa di studio privata per trattenersi in Italia, è stata condannata in contumacia come il fondatore dei suicidi di protesta. A casa nella Cecoslovacchia ha potuto tornare solo dopo il 1989, quando fu riabilitata.

## Lavoro
Durante i suoi studi ha partecipato a diversi convegni di avanguardie internazionali (L'Incontro delle Avanguardia) per la prima volta nel 1968 a Fiumalbo (Modena) con il titolo Parole sui muri (parole sul muro), la seconda volta nel 1969 Pejo (Trento) - 11 Giorni d ' Arte Collettiva. Da questa seconda residenza non tornò nella Cecoslovacchia occupata.
In Italia a Novara fonda e dirige negli anni 1970-2000 il centro culturale UXA -. Studio d'Arte contemporanea  Sistematicamente ha seguito il lavoro di artisti che utilizzano le nuove tecnologie e nuovi media (Bruno Munari, Franco Vaccari, Gianni Colombo, Jean Tinguely, François Morellet, Walter Giers, Joseph Beuys), ha seguito la carriera artistica di molte donne (Carol Rama, Bela Kolářová, Uta Peyrer, Meret Oppenheim, Dadamaino, Grazia Varisco) era interessata al tema del colore nella pittura astratta e all'arte concreta (Romolo Romani, Antonio Calderara, Jorrit Tornquist, Mario Ballocco), una nuova figurazione (Andrea Granchi), poesia visiva (Sarenco Eugenio Miccini, Arrigo Lora Totino, Franco Ravedone), scultura (Karl Prantl, Jiri Seifert, Nanni Valentini, Marco Bagnoli, Vladimir Skoda).
Nelle varie mostre personali e collettive in Italia ha presentato un certo numero di artisti cechi e slovacchi (Jiří Kolář, Milano Knizak, Vaclav Bostik, Rudolf Fila, Miloslav Moucha, Jan Mladovský, Pavol Binder, Dalibor Chatrny, Jiří Hynek Kocman, Adriena Šimotová, Bela Kolarova). Ha organizzato spettacoli di film d'artista (Marco Bagnoli, Remo Salvadori, Renato Ranaldi, Andrea Granchi, Franco Vaccari), è particolarmente interessata alla cinematografia astratta (Bruno Munari). Ha realizzato progetti che rappresentano l'arte come ambiente, installazioni multimediali e concerti.
Nel 1992 è stata autrice di una mostra di arte moderna cecoslovacca a Firenze. Nella Repubblica Ceca ha lavorato alla fine degli anni '90 con la Galerie Klatovy - Klenová e dal 2000 è stato il curatore esterno di mostre del Museo Ceco di Belle Arti (Central Bohemian Gallery in via Husova a Praga). Lei è stata l'autore delle mostre dello scultore Vladimir Skoda a Montbéliard (2002), Milano (2005, 2007), Thiers (2006) Galleria Nazionale di Praga (2007) e il Museo Kampa (2018).
Ha realizzato progetti che rappresentano l'arte come ambiente, installazioni multimediali e concerti. Studia l'intreccio dell'arte europea del 20 ° secolo, e le connessioni tra Europa orientale e occidentale, soprattutto nel futurismo, l'arte cinetica e le opere che utilizzano le nuove tecnologie. Ha compilato una raccolta dei pezzi storici più importanti di Bruno Munari che spiegano la sua attività artistica e filosofia estetica. La collezione di Munari è la base di una collezione di opere d'arte che documentano l'evolversi dell'arte e del pensiero culturale europeo.

### Opere
- Rapporto naturale 1971, Edizioni UXA
- Arte contemporanea Ceca e Slovacca 1950-1992, Edizioni Cantini 1992, ISBN 88-7737-145-5
- Bruno Munari, Galerie Klatovy – Klenová 1997, ISBN 80-85628-24-4 OCLC 500592552
- Interazioni, Edizioni JM Press 1997, ISBN 80-85417-07-3
- České moderní umění ze sbírek Galerie Klatovy, Galerie Klatovy – Klenová 1999, ISBN 80-85628-35-X (s M. Fišerem, M. Flašarovou)
- Franco Vaccari: esposizioni in tempo reale (výstavy v reálném čase), Galerie Klatovy – Klenová 1999, ISBN 80-85628-34-1
- Arte contemporanea italiana dalla Civica raccolta del disegno di Salò (Italské moderní umění se sbírky kreseb města Salò, Edizioni Galleria Civica Salò 2000
- Romolo Romani, ČMVU Praha 2000, ISBN 80-7056-082-7
- Preghiera alla terra, Edizioni Idea Vita 2001
- Guglielmo Achille Cavellini Italie 1965–1990, Italský kulturní institut v Praze, Edizioni Nuovi Strumenti 2001
- Karl Prantl: Kameny/Steine, ČMVU Praha 2001, ISBN 80-7056-098-3
- Objekt, ČMVU Praha 2001, ISBN 80-7056-095-9
- Jiří Seifert: Sochy, ČMVU Praha 2001, ISBN 80-7056-089-4
- Interni Italiani, Italský kulturní institut v Praze, Edizioni arte200.net 2002
- Preghiera al sole Franco Mazzuchelli, Edizioni Idea Vita, Breno 2002
- Vladimír Škoda: Distorsion-Vision, Edizioni 19 Centre Régional d’art Contemporain di Montbéliard 2002, ISBN 2-910026-66-3
- Le meccaniche della meraviglia. Franco Mazzucchelli, Provincia di Brescia dizioni Massetti Rodella 2003
- Franco Vaccari: Trilogia delle coincidenze (Trilogie náhodných shod), Edizioni Linea di Confine 2004, ISBN 88-88382-04-6
- Miroslava Hajek, Le macchine di Munari, in: Tinguely e Munari. Opere in azione, Edizioni Mazzotta 2004, ISBN 88-202-1693-0
- Intersezioni I Anna Saba e Oona Hyland, Edizioni Domus De Maria Sardinie 2005
- Vladimír Škoda: Riflessi celesti e meccaniche galileiane, Edizioni Mazzotta 2005, ISBN 88-202-1731-7
- Franco Vaccari: Incubazione I, La chaufferie de Descartes, Edizioni La Chaufferie Strasbourg 2005, ISBN 2-911230-60-4
- Karl Prantl: Ticho, ČMVU Praha 2006
- Uta Peyrer, ČMVU Praha 2006, ISBN 80-7056-133-5
- Vladimír Škoda: Pluie Sidérale, Edizioni Creux de l’enfer, 2006, ISBN 2-914307-14-4
- Vladimír Škoda: Specchio del tempo, Edizioni Mazzotta 2006, ISBN 978-88-202-1837-9
- Franco Vaccari Incubazione II, Chaufferie Strasbourg 2007
- Vladimír Škoda: Quartieme dimension, Francouzský Institut a Národní galerie v Praze 2008
- Miroslava Hajek, Bruno Munari. Fantasia Esatta, in: Fantasia esatta. I colori della luce di Bruno Munari, Sassuolo, In occasione del Festival Filosofia di Modena APM Edizioni di Carpi 2008, ISBN 978-88-89109-28-1
- Vladimír Škoda: Galileo Galilei Scultura-pendolo, Edizioni Mazzotta 2009, ISBN 978-88-202-1928-4
- Marco Bagnoli: Mistica della forma, Edizioni Mazzotta 2009, ISBN 8820219298
- Miroslava Hajek, Dal Golem e dal robot alla macchina come opera d’arte, in: Corpo automi robot, tra arte scienza e tecnologia, Lugano, edizioni Mazzotta 2009, ISBN 978-88-202-1933-8
- Miroslava Hajek: Ivana Haiek, morfologie dell'adattamento Edizioni Mazzotta 2011 ISBN 9788820219680
- Miroslava Hajek: Bruno Munari, My futurist past, Silvana editore, 2012
- Miroslava Hajek: Personaggi di Baj, edizioni DELLUPI arte, 2015
- Miroslava Hajek: Tracce, vari aspetti della pittura astratta, edizioni DELLUPI arte, 2016
- Miroslava Hajek a kol., Vladimír Škoda: Mysterium cosmographicum (Johannes Kepler), Museum Kampa Praha 2018, ISBN 978-80-87344-41-5 a KANT Karel Kerlický, Praha, ISBN 978-80-7437-250-6